# Graeme Morrice
Graeme Morrice (né le 23 février 1959)  est un homme politique du parti travailliste britannique, qui est député pour Livingston de 2010 à 2015.

## Biographie
Né à Édimbourg, il fait ses études à l'école primaire Mauldeth Road, à l'école secondaire Parrs Wood, Broxburn Academy et à l'Université Napier d'Édimbourg, où il reçoit un SHND en études commerciales.
Il est membre du conseil du West Lothian, élu pour la première fois en 1987. Il dirige le groupe travailliste au conseil de 1992 à 2010. Il est le chef du conseil, de 1995 à 2007.
En juin 2009, Jim Devine, le député travailliste de Livingston, est accusé de fausse comptabilité et les responsables du parti décident qu'il ne serait pas autorisé à se présenter comme candidat travailliste aux élections de l'année suivante . Morrice est sélectionné comme candidat du Labour pour l'élection de 2010 et est élu avec une majorité de 10 791 voix . Alors qu'il est député, il est le Secrétaire parlementaire privé de John Denham de 2010 à 2011 lorsque Denham est secrétaire d'État fantôme du Labour pour les entreprises, l'innovation et les compétences. Il est ensuite secrétaire privé parlementaire de Margaret Curran, pendant la période où elle est secrétaire d'État fantôme pour l'Écosse . De janvier 2013 à mai 2015, il occupe un autre poste de secrétaire privé parlementaire auprès de la députée Harriet Harman, qui est à l'époque à la fois vice-Premier ministre et secrétaire d'État fictif à la culture, aux médias et aux sports. Il est auparavant membre du comité spécial des affaires écossaises.
Il se présente à nouveau en 2015 mais est vaincu, avec un swing de 25,9% en faveur du SNP .